# Морже
Моржѐ (на италиански и на френски: Morgex, на местен диалект: Mordzé, Мордзе) е село и община в Северна Италия, автономен регион Вале д'Аоста. Разположено е на 923 m надморска височина. Населението на общината е 2069 души (към 2010 г.).